# Диптерокарповые
Диптерокарповые (лат. Dipterocarpaceae) — семейство двудольных растений, входящее в порядок Мальвоцветные.

## Ботаническое описание

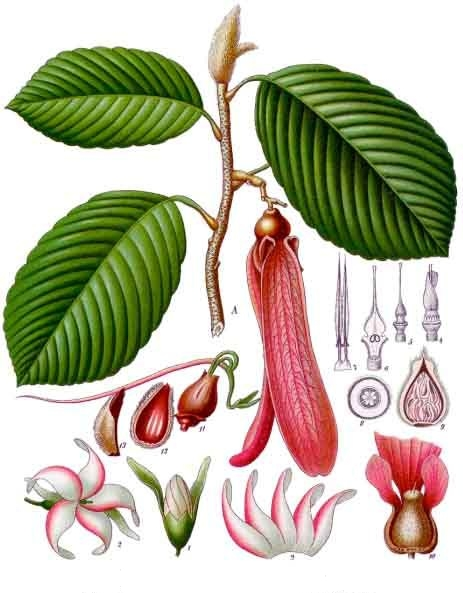
Dipterocarpus retusus

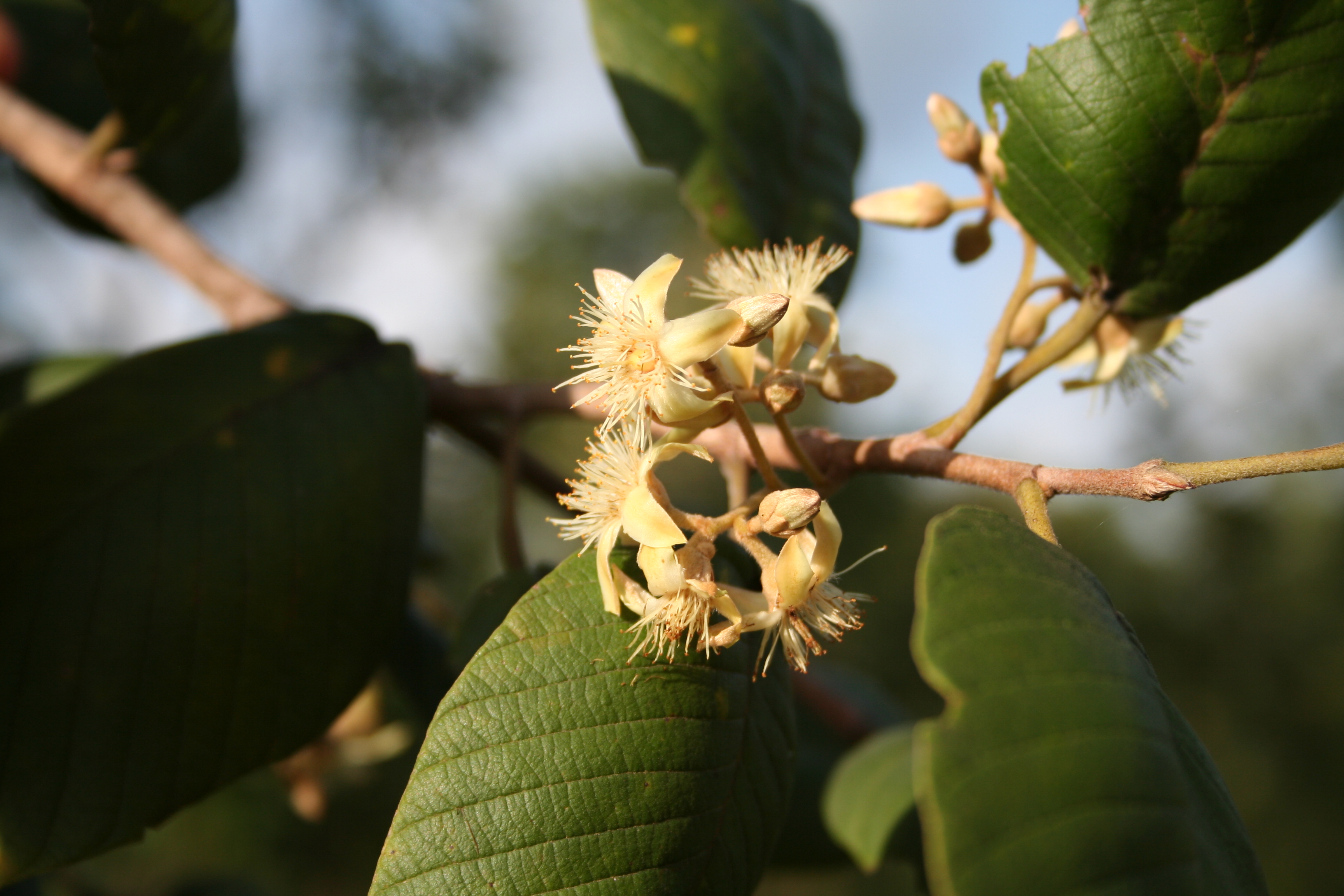
Monotes kerstingii

Представители семейства являются крупными лесообразующими деревьями и, как правило, имеют высоту 40—70 м. Некоторые, как, например, Dryobalanops, Hopea и Shorea достигают даже более 80 метров в высоту, а один образец Shorea faguetiana имел высоту 88,3 м и является одним из самых высоких живых организмов. Плод — крылатка с двумя крыльями, что и дало название семейству (по-гречески di — «два», pteron — «крыло» и karpos — «плод»).

## Ареал и места обитания
Диптерокарповые — пантропические растения, обитают от севера Южной Америки до Африки, Сейшельских островов, Индии, Индокитая, Индонезии и Малайзии. Наибольшего разнообразия они достигают на острове Борнео. Встречаются в основном во влажных низменных тропических лесах.

## Охрана
В настоящее время многие виды диптерокарповых находятся в опасности из-за сокращения мест обитания по причине чрезмерной незаконной вырубки лесов.

## Значение
Древесина диптерокарповых имеет важное торговое значение. Кроме того, из них получают ароматические эфирные масла, бальзамы, смолы. Из них также изготавливают фанеру.

## Роды
Семейство Диптерокарповые включает в себя 16 родов:
- Anisoptera Korth. — Анизоптера
- Cotylelobium Pierre
- Dipterocarpus C.F.Gaertn. — Диптерокарпус, или Двукрылоплодник
- Dryobalanops C.F.Gaertn. — Дриобаланопс
- Hopea Roxb. — Хопея
- Marquesia Gilg — Маркезия
- Monotes A.DC. — Монотес
- Neobalanocarpus P.S.Ashton
- Pakaraimaea Maguire & P.S.Ashton — Пакараймеа
- Parashorea Kurz — Парашорея
- Shorea Roxb. ex C.F.Gaertn. — Шорея [syn.  Pentacme A.DC. — Пентакме]
- Stemonoporus Thwaites
- Upuna Symington
- Vateria L.
- Vateriopsis F.Heim
- Vatica L. — Ватика